# 松宜铁路
松宜矿区专用铁路，起自焦柳铁路枝城站，向南经松宜矿区至松滋市刘家场镇。全线长64公里。其中正线长40km，车站6个。在大河口站向西引出一支线至夏家湾，称大光线。

## 历史
1969年9月18日为改变“北煤南运”，松宜矿区再掀办煤高潮，成立“湖北荆州地区松宜煤田会战指挥部”。1974年松宜矿区专用铁路建成，配建跨越式煤仓5个、滑坡式煤仓2个，7个矿井的煤炭由铁路运输。2004年6月11日改制为民营的“宜都市松宜铁路有限责任公司”，驻松木坪镇松木坪村。沿线刘家场镇、松木坪镇的水泥产业与砂石运出量巨大，现有铁路运能500万吨。松木坪至茶园寺越岭段为运输瓶颈。